# Nikolai Alexandrowitsch Maschkin
Nikolai Alexandrowitsch Maschkin (russisch Николай Александрович Машкин; * 9. Februar 1900 in Sokolki bei Mamadysch, Gouvernement Kasan; † 15. September 1950 in Moskau) war ein sowjetischer Althistoriker. Er gilt als einflussreichster Vertreter seines Faches in der Sowjetunion und hatte damit großen Einfluss auf die Althistorie in der zweiten Hälfte des 20. Jahrhunderts in Osteuropa.
Nikolai Maschkin studierte nach dem Besuch der Realschule in Bugulma von 1918 bis 1921 an der Universität Samara und 1921/22 an der Lomonossow-Universität in Moskau. Nach Ende des Studiums war Maschkin zunächst Russischlehrer. Als 1934 die Historische Fakultät der Universität Moskau wieder eröffnet wurde, wurde er dort Althistoriker. 1938 wurde ihm der Doktorgrad verliehen. In der Folgezeit lehrte er an der Universität Moskau und an der Akademie der Wissenschaften der UdSSR. Tatjana Slatkowskaja war eine seiner Schülerinnen. Die Habilitation erfolgte 1942 an der Universität Swerdlowsk. 1943 wurde er auf den Lehrstuhl für Alte Geschichte in Moskau berufen, wo er bis zu seinem frühen Tod lehrte. Zu seinen akademischen Schülern gehörte etwa Jelena Schtajerman. 1948 wurde er zusätzlich Leiter der Sektion Geschichte der Alten Welt des Historischen Instituts der Akademie, der bedeutendsten Forschungseinrichtung des Landes. Maschkin erlag überraschend einem Infarkt.
Besonderen Einfluss hatte Maschkin mit seiner Römischen Geschichte, die in mehrere andere Sprachen, darunter auch ins Deutsche, übersetzt wurde. In weiteren großen Forschungsbereichen widmete er sich der Geschichte des römischen Nordafrika, der Geschichte der römischen Provinzen und dem Prinzipat des Augustus. Aufgrund des frühen Todes konnte er 1949 einzig die Prinzipatsforschung zum Abschluss bringen, die unter dem Titel Zwischen Republik und Kaiserreich auch auf Deutsch erschien. Maschkin deutet aufgrund einiger an sich unbedeutender Aussagen Josef Stalins die Umbruchszeit der späten Republik und der frühen Kaiserzeit als erste, von den unteren Schichten getragene Stufe einer Sklavenrevolution. Diese Deutung wird gemeinhin zurückgewiesen. Das Werk wurde 1951 postum mit dem Stalinpreis bedacht. Mit mehr als 100 Beiträgen für die Große Sowjetische Enzyklopädie hatte Maschkin großen Einfluss auf die Allgemeinbildung der Bevölkerung. Er beschäftigte sich auch mit der Geschichte der althistorischen Forschung in Russland.
Maschkin wird als rastloser Forscher geschildert, der in seinem vergleichsweise kurzen Leben äußerst produktiv war. Dabei halten die Ergebnisse meist nicht der Prüfung der internationalen Forschung stand; die Ergebnisse seiner Forschungen wurden weitgehend zurückgewiesen. Seine Bedeutung gewinnt Maschkin vor allem als akademischer Lehrer, Forscher und Wissenschaftsorganisator sowie früher Taktgeber der sich herausbildenden sowjetischen Altertumskunde.

## Schriften (Auswahl)
- Zwischen Republik und Kaiserreich. Ursprung und sozialer Charakter des Augusteischen Prinzipats. Koehler & Amelang, Leipzig 1954.
- Römische Geschichte. Volk und Wissen, Berlin 1954.